# De triljarden-erfenis
De triljarden-erfenis is een stripverhaal rondom Donald Duck van de Duitse tekenaar Jan Gulbransson. Het verhaal verscheen in het Nederlands in nr. 23-24/1983 van het tijdschrift Donald Duck en is later ook in albumvorm verschenen.

## Verhaal
Op een dag krijgt Donald een telefoontje: Oom Dagobert is met zijn vliegtuig ergens neergestort in Siberië en hoogstwaarschijnlijk overleden. De gigantische erfenis van Oom Dagobert zal nu worden verdeeld tussen Donald en zijn neef Guus Geluk, die in Dagoberts testament als de naaste erfgenamen zijn benoemd. Er is echter een voorwaarde: eerst moeten ze het totale vermogen van Oom Dagobert zelf met een miljoen vermeerderen, voordat ze op de rest aanspraak kunnen maken. Dit laatste ontdekken Donald en Guus echter pas als ze al flink de bloemetjes buiten hebben gezet en ongeveer een miljoen hebben uitgegeven. Nu moeten ze dus zo snel mogelijk twee miljoen zien te verdienen, maar dit lukt niet aangezien ze totaal geen ervaring in het zakenleven hebben.
In werkelijkheid heeft Dagobert de vliegtuigcrash overleefd en hij slaagt er na lang onderhandelen met de lokale bevolking in om een jak te krijgen. Op de rug van dit dier reist hij terug naar Duckstad, om daar te ontdekken dat zijn neven inmiddels al een flink deel van zijn vermogen hebben uitgegeven. Inmiddels is door de stommiteiten van Donald en Guus het geldpakhuis opengebarsten, waardoor Dagoberts geld voor iedereen voor het grijpen ligt. Donald en Guus moeten hierna flink werken om alle schade zelf weer herstellen.